# Santos Benigno Laciar
Santos Benigno Laciar (* 31. Januar 1959 in Provinz Córdoba, Argentinien) ist ein ehemaliger argentinischer Boxer im Superfliegen- und Fliegengewicht. Er wurde von Francisco Giordano gemanagt.

## Profikarriere
Am 28. März 1981 boxte er im Fliegengewicht gegen Peter Mathebula um den Weltmeistertitel des Verbandes WBA und siegte durch technischen K. o. in Runde 7. Diesen Gürtel verlor er allerdings bereits in seiner ersten Titelverteidigung im Juni desselben Jahres an Luis Ibarra nach Punkten. 
Am 1. Mai des darauffolgenden Jahres erkämpfte er sich diesen Gürtel zum zweiten Mal, als er Juan Herrera in der 13. Runde durch T.K.o. bezwang. Diesen Titel verteidigte er insgesamt acht Mal und legte ihn im Jahre 1985 nieder, da er ins Superfliegengewicht wechselte. In dieser Gewichtsklasse gewann Laciar im Mai 1987 mit einem technischen K.-o.-Sieg in der 11. Runde gegen Gilberto Roman den WBC-Weltmeistertitel. Diesen verlor er allerdings noch im selben Jahr an Sugar Baby Rojas klar und einstimmig nach Punkten.